# University of California, Santa Barbara Women's Volleyball
La University of California, Santa Barbara Women's Volleyball è la squadra pallavolo femminile appartenente alla University of California, Santa Barbara, con sede a Santa Barbara (California): milita nella Big West Conference della NCAA Division I.

## Record
| Piazzamento          |    | Edizione                                                                                           |
| -------------------- | -- | -------------------------------------------------------------------------------------------------- |
| Tornei NCAA          | 30 | Elite Eight: 4 1981, 1997, 1999, 2000                                                              |
| Tornei NCAA          | 30 | Sweet Sixteen: 6 1983, 1990, 1991, 1992, 1998, 2002                                                |
| Tornei NCAA          | 30 | Secondo turno: 6 1993, 1994, 1995, 1996, 2004, 2019                                                |
| Tornei NCAA          | 30 | Primo turno: 14 1982, 1984, 1985, 1986, 1987, 1988, 1989, 2001, 2003, 2005, 2006, 2009, 2013, 2023 |
| Titoli di conference | 7  | Big West Conference: 7 1993, 2002, 2003, 2004, 2005, 2013, 2023                                    |

## Conference
- Big West Conference[2]: 1982-

## National Coach of the Year
- Kathy Gregory (1993)

## All-America

### First Team
- Judy Bellamo (1987)
- Katie Crawford (1997)
- Roberta Gehlke (1999)
- Danielle Bauer (2002)

### Second Team
- Kathie Luedeke (1985)
- Charlotte Mitchel (1986)
- Maria Reyes (1990)
- Ana Elisa France (1993)
- Roberta Gehlke (1997, 1998)
- Brooke Rundle (2000)

### Third Team
- Brooke Niles (2002)
- Lindsey Ruddins (2019)

## Allenatori
- Kathy Gregory: 1975-2012
- Nicole Lantagne : 2013-